# Панагия Хрисополитисса
Церковь иконы Божией Матери Хрисополити́сса (греч. Ιερός Ναός Παναγίας Χρυσοπολιτίσσης или Панагия Хрисополитисса греч. Παναγία Χρυσοπολίτισσα Всесвятая (Богородица) Златоградая), или Церковь Святой Кириакии, или Агиа-Кириаки Хрисополитисса — первоначально ранневизантийская базилика, а затем средневековая католическая церковь, расположенная неподалёку от гавани Като-Пафоса в городе Пафос, Республика Кипр.
Церковь является одним из пунктов христианского паломничества и символом экуменизма, помимо прочего, благодаря находящейся в её ареале колонне, к которой, по преданию, был привязан апостол Павел во время его бичевания сорокаконечной плетью.

## Исследование ареала церкви

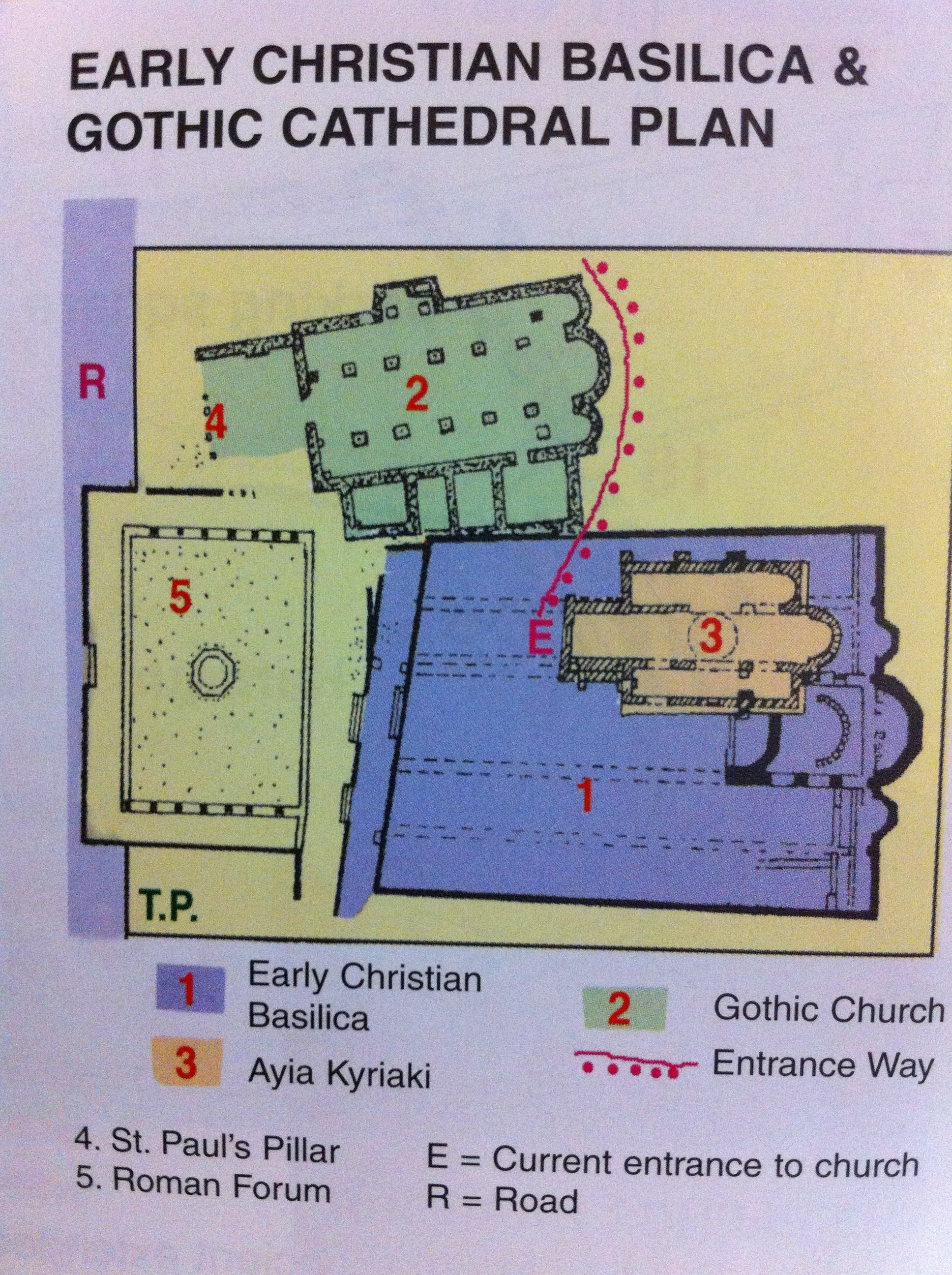
План ареала Панагии Хрисополитиссы

Археологический комплекс в ареале нынешней церкви был обнаружен во время строительного бума 1970-х годов. В результате археологических раскопок в ареале церкви были обнаружены часть древнеримского форума, руины одной из самых ранних христианских византийских базилик на Кипре и следы готической церкви ордена францисканцев XIV века.

## История
Считается, что на месте ареала современной церкви, где первоначально находился древнеримский форум, в 45 году апостол Павел был подвержен римлянами телесным наказаниям, а затем своей проповедью обратил в христианство первого в истории римского чиновника — проконсула Кипра Сергия Павла.

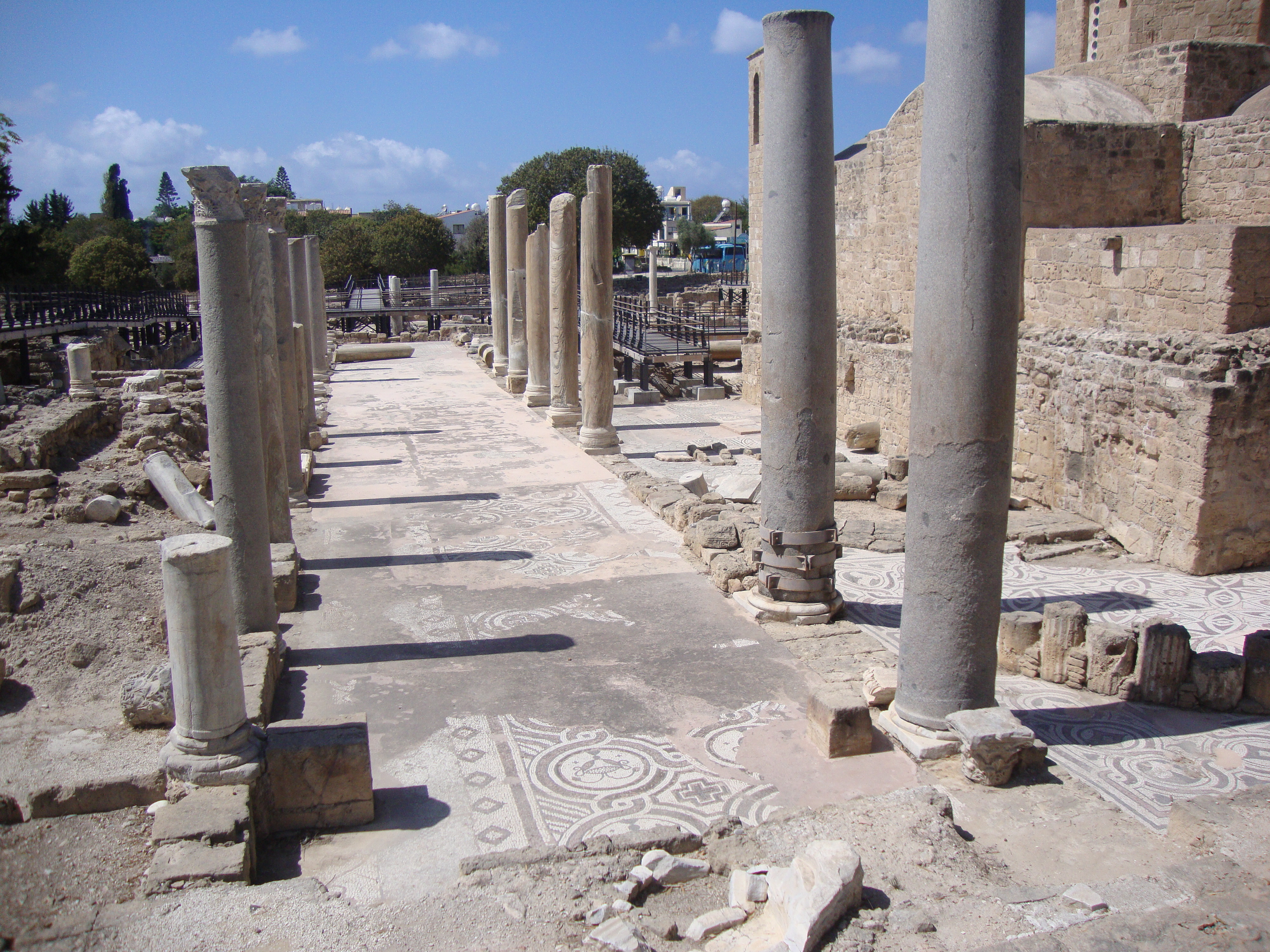
Колонны и фрагменты мозаичных полов ранневизантийской базилики IV—VI века

В IV веке на фундаменте римского форума была возведена величайшая по размерам кипрская ранневизантийская базилика Панагия Хрисополитисса с живописными мозаичными полами. В V—VI веках здание базилики было модифицировано. Первоначально у базилики было семь приделов или нефов, однако впоследствии их количество сократили до пяти. Внутреннее пространство базилики было разделено гранитными колоннами, которые поддерживали двойную арку над внутренним алтарём. Некоторые из этих колонн разной степени сохранности до сих пор находятся на своих первоначальных местах. У базилики было три обычные апсиды, а также центральная, уникальная для Кипра, двойная апсида. На западной стороне базилики находились притвор и обширный атриум с портиками и открытым двором вокруг. Элементы колоннады атриума также сохранились до нашего времени. В центре атриума находился восьмиугольной формы фонтан. Полы были украшены изящными мозаичными картинами, некоторые из которых сохранились до наших дней и в настоящее время раскопаны, очищены и восстановлены.
Базилика стала собором местной епархии. В 1103 году в соборе был похоронен умерший в Пафосе король Дании Эрик I Великодушный, совершавший паломничество в Иерусалим.
Около 1300 года северо-западнее базилики Панагии Хрисополитиссы была возведена церковь в готическом стиле, которая вероятно принадлежала ордену францисканцев. Это была довольно большая трёхнефная церковь с капеллой Фрари. Некоторые статуи в ренессансном стиле найденные на месте церкви, были датированы XV веком. Когда в 1570—1571 годах Османская империя захватила Кипр, церковь францисканцев была превращена в мечеть, однако уже в конце XVI века она рухнула, возможно, в результате землетрясения. В настоящее время, благодаря проведённым раскопкам, видны полы и некоторые части стен этой церкви.
Современная церковь Агиа-Кириаки была возведена католической епархией Пафоса около 1500 года на руинах разрушенной к тому времени византийской базилики. Это трёхнефная церковь с восьмиугольным архитектурным фонарём в центре здания. В последующие годы в облик здания были внесены различные изменения, в частности, на рубеже XIX века была пристроена колокольня. Захватившие Кипр турки-османы передали этот католический храм Кипрской православной церкви.

## Современность
В 1987 году митрополит Пафосский Хризостом (Димитриу), по прошествии четырёхсот лет, предоставил церковь для проведения богослужений католическому приходу Пафоса, входящему в Латинский патриархат Иерусалима. С 1988 года свои службы в церкви проводят члены англиканского и лютеранского сообществ Кипра, а так же прихожане Маронитской католической церкви. Кроме того, в церкви до сих пор проводятся и православные службы по некоторым особым поводам, например, по случаю празднования дня апостолов Петра и Павла и памяти посещения апостолов Павла и Варнавы.
Церковь Агиа-Кириаки стала первым пунктом, который 4 июня 2010 года посетил Папа Римский Бенедикт XVI в рамках своего путешествия «По следам апостола Павла».

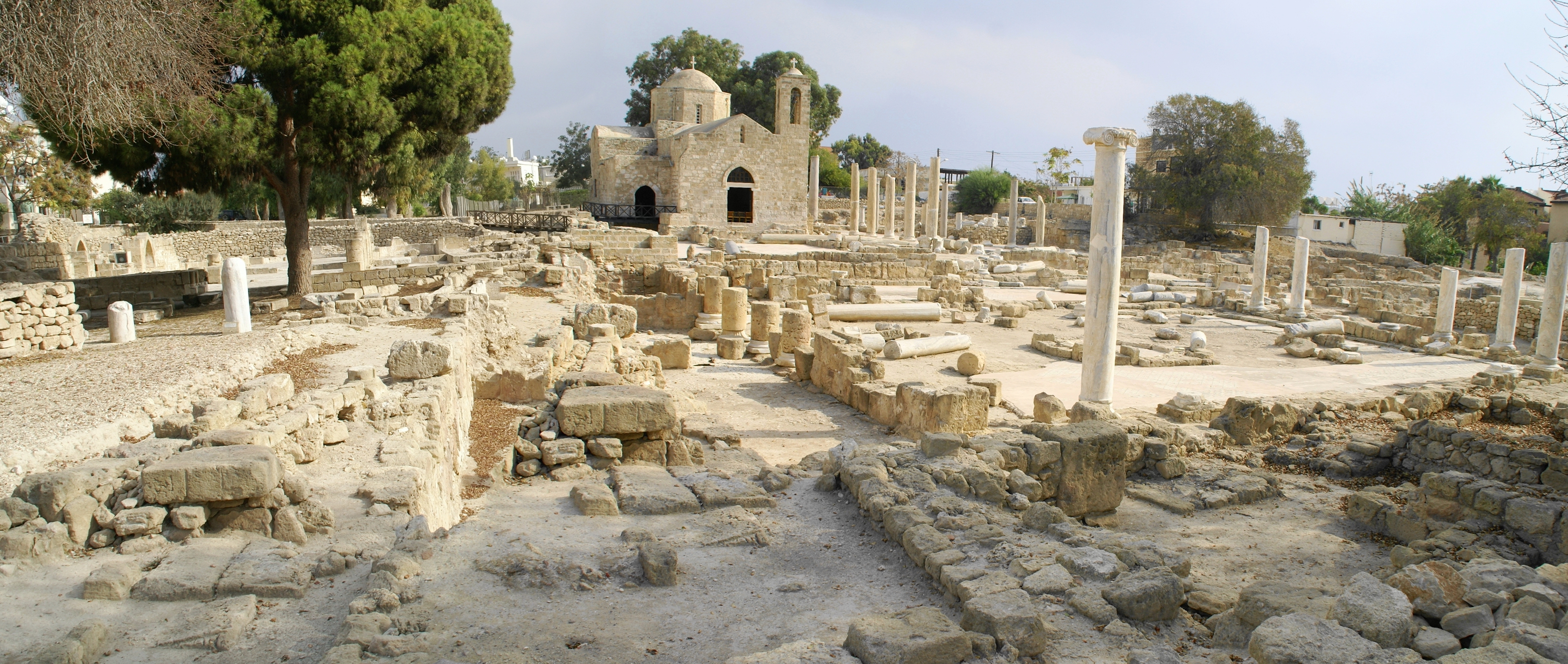
Ареал церкви: слева перед деревом — небольшая белая колонна апостола Павла, слева за деревом — руины церкви францисканцев, на переднем плане — остатки римского форума, справа от церкви, перед ней и позади неё — руины раннехристианской базилики